# 대중문화예술지원센터
대중문화예술지원센터는 대중문화예술산업 종사자들의 권익을 보호하고 활동을 지원하기 위해 설립된 대한민국 문화체육관광부 산하 한국콘텐츠진흥원 소속기관이다. 서울특별시 강남구 역삼동 641-2, 한국콘텐츠진흥원 역삼사무소 3층에 있다.

## 설립 근거
- 대중문화예술산업발전법[4]

## 연혁
- 2011년 5월 12일 대중문화예술인지원센터 개소[5]

## 주요 업무
- 실태 및 권익보호를 위한 국내외 제도조사
- 불공정거래, 폭력 등 피해 상담 및 법률적 지원
- 성폭력 등의 방지를 위한 긴급전화센터 연계 및 지원
- 권익보호를 위한 교육 프로그램 운영
- 대중문화예술제작물스태프의 직업능력 개발 및 교육 지원
- 업무의 홍보 등 그 밖에 지원센터의 설치목적을 달성하는 데 필요한 사업